# Sigoni járás

A Sigoni járás a Szamarai területen

A Sigoni járás (oroszul Шигонский район) Oroszország egyik járása a Szamarai területen. Székhelye Sigoni.

## Népesség
- 1989-ben 26 001 lakosa volt.
- 2002-ben 23 596 lakosa volt, melynek 77,31%-a orosz, 14,51%-a csuvas.
- 2010-ben 21 002 lakosa volt, melynek 78,7%-a orosz, 13,3%-a csuvas, 2%-a mordvin, 1,6%-a tatár.